# Autonome Li Prefectuur Baisha
Baisha is een autonome prefectuur in het noorden van de zuidelijke provincie Hainan, Volksrepubliek China.